# Projekt 659
Project 659 eller Echo I-klass var en serie om sex sovjetiska atomubåtar beväpnade med kryssningsrobotar.
Ubåtarna började byggas 1958 för att man ville ha en atomdriven version av Projekt 651 som skulle ha betydligt större uthållighet. Bruket av ubåtsbaserade ballistiska robotar gjorde snabbt klassen omodern och produktionen avbröts efter att bara fem enheter hade sjösatts. Den sjätte ubåten K-30 färdigställdes aldrig. De fem färdigställda ubåtarna modifierades 1968–1976 till Projekt 659T (torped) där den stora radarn Argument och robottuberna avlägsnades vilket förvandlade ubåtarna till vanliga attackubåtar. Dessa ubåtar tjänstgjorde fram till slutet på 1980-talet då de avrustades och skrotades.